# Maybe You're the Problem
„Maybe You’re the Problem” este un cântec al cântăreței și compozitoarei americane Ava Max, extras de pe cel de-al doilea album de studio al său, Diamonds & Dancefloors⁠(d) (2023). Cântecul a fost scris de Max, Abraham Dertner, Cirkut⁠(d), Jonas Jeberg⁠(d), Marcus Lomax și Sean Douglas, și produs de Cirkut, Dertner și Jeberg. Acesta a fost lansat ca single principal de pe album pentru descărcare digitală și streaming de Atlantic în diferite țări pe 28 aprilie 2022. Îmbinând muzica dance, dance-pop, Dance-rock⁠(d), pop și synth-pop, cântecul îl descrie pe fostul iubit al lui Max ca pe un individ toxic care nu dorește să accepte nicio formă de angajament, dând vina pe alții și absolvindu-se pe sine. La lansare, piesa a primit o primire pozitivă din partea criticilor muzicali pentru muzică, versuri și interpretarea vocală a lui Max, diferiți critici evidențiind-o ca fiind o piesă remarcabilă de pe album.
„Maybe You’re the Problem” s-a clasat pe locul 17 în clasamentul american Billboard Dance/Electronic Songs, ajungând în top 30 în topurile Adult Top 40 și Mainstream Top 40. Ajunsă pe primul loc în Ungaria, piesa a intrat în top 15 în Argentina, Bolivia, Croația, Republica Cehă, Panama, Polonia și Slovacia. Piesa a primit o certificare de aur din partea Societății poloneze a industriei fonografice (ZPAV). Un videoclip însoțitor a avut premiera pe canalul YouTube al lui Max pe 28 aprilie, prezentând-o făcând plajă în zăpadă, transformându-se într-un personaj de joc arcade și mergând la schi. Pentru o promovare suplimentară, cântăreața a susținut o reprezentație la Los 40 Music Awards⁠(d) din Spania, la 4 noiembrie, câștigând premiul pentru categoria Cel mai bun videoclip.

## Context și compoziție
La începutul anului 2022, Max a suferit o schimbare remarcabilă de imagine, modificându-și semnătura „Max cut” și adoptând o coafură roșcată, ceea ce a provocat speculații cu privire la o potențială schimbare în direcția sa artistică. În timpul evenimentului Billboard Women in Music⁠(d) din 2 martie, cântăreața a anunțat lansarea viitoare a single-ului principal, „Maybe You’re the Problem” de pe viitorul său album. Reflectând asupra procesului de creație, ea a detaliat dedicarea sa pentru elaborarea albumului pe tot parcursul anului 2021, o perioadă pe care a descris-o ca fiind „cel mai provocator an” din viața ei. Max a recunoscut un sentiment de îngrijorare pe măsură ce munca ei recentă a îmbrățișat o „vulnerabilitate” sporită, încapsulată de observația ei că „Toată lumea spune întotdeauna „nu ești tu, sunt eu”, dar uneori problema nu sunt eu, ești tu.” Pe 14 aprilie, cântăreața a dezvăluit coperta single-ului pe diferite canale de socializare, coincizând cu publicarea datei de lansare stabilită pentru 28 aprilie. Atlantic a lansat single-ul pentru descărcare digitală și streaming la data specificată, ca single principal al celui de-al doilea album de studio al lui Max, Diamonds & Dancefloors⁠(d) (2023).
„Maybe You're the Problem” a fost scrisă de Max (Amanda Ava Koci), Abraham Dertner,Cirkut⁠(d) (Henry Walter), Jonas Jeberg⁠(d), Marcus Lomax și Sean Douglas, și produsă de Cirkut, Dertner și Jeberg. Cu un sunet optimist, cu tentă rock, care amintește de anii 1980, cântecul îmbină genurile dance, dance-pop, Dance-rock⁠(d), pop, synthpop și new wave. Livrarea vocală a lui Max se întinde de la nota gravă F♯3 la nota înaltă A5, cu un tempo cuprins între 160 și 168 de bătăi pe minut. În tonalitatea La major, cântecul respectă un timp de 4/4 și menține o progresie de acorduri de N.C-Bm-E/B-A-Dmaj pe tot parcursul. Discutând despre cântec, Max a dezvăluit că acesta a fost creat în urma a două despărțiri în ultimii trei ani. Versurile se adâncesc într-o realizare profundă cu privire la evaziunea constantă a partenerului ei de a-și asuma responsabilitatea pentru comportamentul său, descriindu-l ca pe un individ toxic care nu dorește să accepte nicio formă de angajament, dând vina pe alții în timp ce se absolvă pe sine.

## Recepție critică
La lansare, „Maybe You're the Problem” a primit o primire pozitivă din partea criticilor muzicali. Shaad D'Souza pentru Paper a complimentat piesa ca fiind un alt „bop” de la Max, aplaudând-o ca fiind o „explozie” care accelerează de la „0 la 100” în doar câteva secunde. Un critic al Energy a subliniat creșterea carierei sale, articulând că ea încă o dată „s-a depășit” în cariera sa artistică. Recenzând Diamonds & Dancefloors, Ella West de la Rollacoaster a aprofundat progresia artistică a lui Max, subliniind punctul culminant al căutărilor ei în dezvoltarea albumului, care a dus la crearea cântecului „pulsant”. Grace Twomey de la Renowned for Sound a identificat cântecul ca fiind o remarcă „evidentă”, cu paralele cu single-ul „Blinding Lights⁠(d)” (2019) al cântărețului canadian The Weeknd, lăudând „refrenul infecțios” al cântecului care transmite un mesaj „emancipator”. Sam Franzini de la The Line of Best Fit a descris cântecul ca fiind o „lovitură jucăușă la o despărțire”, subliniind apelul „delirant de antrenant” al refrenului său.
Nick Levine de la NME a etichetat cântecul ca fiind un „bop” și a lăudat versurile sale „simple”, transmițând sentimentul că, în ciuda calității sale percepute, cântecul s-ar putea să nu fi primit recunoașterea comercială pe care o merita în Regatul Unit. Madison Murray pentru The Honey Pop a lăudat cântecul ca fiind un concurent puternic pentru „Cântecul verii” și un „bop total”, considerându-l o „alegere perfectă” pentru un single principal care va lăsa o impresie de durată asupra ascultătorilor. Potrivit unui critic de la Women InPop, piesa și-a păstrat alura „intoxicantă” și recunoașterea ca fiind una dintre potențialele „cele mai subestimate melodii ale anului 2022”, complimentând, de asemenea, ritmurile „captivante” ale melodiei și versurile care conțin un sentiment de „împuternicire”. Jordi Bardají de la Jenesaispop⁠(d) a remarcat faptul că melodia, influențată de „Blinding Lights” și de single-ul „Physical⁠(d)” (2020) al cântăreței englezo-albaneze Dua Lipa, a fost inițial lipsită de distincție. În retrospectivă, Bardají a observat că nu a reușit să atingă impactul hiturilor anterioare ale lui Max, „Sweet but Psycho” (2018) sau „Kings & Queens⁠(d)” (2020), în ciuda menținerii unor cifre de streaming notabile.

## Performanța comercială
„Maybe You're the Problem” a ajuns pe locul 17 în clasamentul US Billboard Dance/Electronic Songs în ediția din 11 februarie 2023, intrând în top 30 în topurile Adult Top 40 și Mainstream Top 40.  Ajungând pe primul loc în Ungaria, piesa a ajuns în top 15 în Argentina, Bolivia, Croația, Republica Cehă, Panama, Polonia și Slovacia. Alte poziții în top 100 au fost obținute în Austria, Comunitatea Statelor Independente (CSI), regiunea Flandra din Belgia, Germania, Olanda, Norvegia, Suedia, Regatul Unit și Venezuela. De asemenea, piesa a intrat în clasamentul airplay pe locul 11 în Spania, pe locul 48 în Franța și pe locul 50 în Finlanda. În februarie 2022, piesa a primit o certificare de aur din partea Societății Poloneze a Industriei Fonografice (ZPAV) pentru comercializarea a mai mult de 25.000 de unități în Polonia. În 2022, „Maybe You're the Problem” a apărut pe listele de sfârșit de an din regiunea Flandra din Belgia, CSI, Croația, Ungaria și Polonia. În plus, Billboard a inclus piesa în compilația sa anuală a celor mai bune melodii Hot Dance/Electronic pentru 2023. 

## Promovare
Videoclipul oficial al piesei „Maybe You're the Problem” a avut premiera pe canalul oficial de YouTube al lui Max pe 28 aprilie 2022. În regia lui Joseph Kahn⁠(d), videoclipul de trei minute și 16 secunde începe cu o filmare care o surprinde pe Max și pe un însoțitor făcând plajă în mijlocul unui peisaj înzăpezit. În continuare, ea se bucură de un con de zăpadă cu un bărbat, iar o altă scenă prezintă o femeie implicată în aceeași activitate. Perspectiva se schimbă apoi, oferind o vedere prin binoclul unui bărbat care o surprinde pe Max dintr-un elicopter, folosind propriul binoclu pentru a observa situația de deasupra. Videoclipul continuă cu trecerea bărbatului într-un decor de interior, implicându-se într-un joc pe un cabinet arcade, în timp ce Max se transformă într-un personaj animat care participă la un scenariu de schi cu alte persoane. Asumându-și un rol de regizor, bărbatul ghidează jocul virtual de schi prin cabinetul arcade. Între timp, un bărbat zace pe podea care se transformă periodic, de asemenea, într-un personaj animat, Max manipulând un obiect deasupra corpului său. De-a lungul videoclipului, Max apare intermitent în cadre cu peisaje înzăpezite, oferind diverse performanțe în diferite decoruri. Videoclipul se încheie prin reluarea secvenței de deschidere, înfățișând-o pe Max mânuindu-și bastonul de schi pentru a atinge capul bărbatului, provocând în corpul acestuia o transformare în bucăți fragede argintii sfărâmate.
Pe 1 iunie, Max a prezentat în premieră piesa „Maybe You're the Problem” în cadrul emisiunii matinale americane Today. Ulterior, pe 6 iulie, cântăreața a prezentat o interpretare a piesei în cadrul emisiunii britanice de revistă The One Show. După aceasta, ea a continuat să cânte la Los 40 Music Awards⁠(d) din Spania pe 4 noiembrie, câștigând în același timp un premiu la categoria pentru cel mai bun videoclip. Între iunie și iulie 2022, o serie de remixuri au completat lansarea piesei, create de figuri precum disc jockey-ul brazilian Las Bibas From Vizcaya și DJ-ul olandez MOTi⁠(d).

## Lista de piese
- Descărcare digitală și streaming

1. „Maybe You're the Problem” – 3:10

- Descărcare digitală și streaming – Remixuri [35] [33] [34]

1. „Maybe You're the Problem” (Crush Club Remix) – 3:02
2. „Maybe You’re the Problem” (Las Bibas din Vizcaya Remix) – 4:05
3. „Maybe You're the Problema” (MOTi⁠(d) Remix) – 2:45

## Credite și personal
Credite adaptate de la Spotify și Tidal⁠(d).
- Ava Max (Amanda Ava Koci) – artist principal, compozitor
- Abraham Dertner – producerea, programarea, compoziție
- Bryan Bordone – asistent mixaj
- Cirkut (Henry Walter) – producerea, programarea, compoziție
- Chris Gehringer⁠(d) – mastering
- Jonas Jeberg – producerea, programarea, compoziție
- Marcus Lomax – compozitor
- Sean Douglas – compozitor
- Șerban Ghenea – mixaj

## Diagrame
| Chart (2022)                       | Peak position |
| ---------------------------------- | ------------- |
| Argentina Anglo (Monitor Latino⁠(d) | 13            |
| Bolivia Anglo (Monitor Latino)     | 12            |
| CIS (TopHit)                       | 50            |
| Croatia (HRT⁠(d)                    | 2             |
| Finland Airplay (Radiosoittolista) | 50            |
| France Airplay (SNEP)              | 48            |
| Guatemala Anglo (Monitor Latino)   | 9             |
| New Zealand Hot Singles (RMNZ⁠(d)   | 21            |
| Panama Anglo (Monitor Latino)      | 12            |
| Spain Airplay (PROMUSICAE⁠(d)       | 11            |
| Venezuela (Record Report⁠(d)        | 41            |

| Chart (2022) | Peak position |
| ------------ | ------------- |
| CIS (TopHit) | 57            |

| Chart (2022)                   | Position |
| ------------------------------ | -------- |
| Belgium (Ultratop 50 Flanders) | 97       |
| CIS (TopHit)                   | 157      |
| Croatia (HRT)                  | 29       |
| Hungary (Rádiós Top 100)       | 18       |
| Netherlands (Dutch Top 40)     | 79       |
| Poland (ZPAV)                  | 71       |

| Chart (2023)                              | Position |
| ----------------------------------------- | -------- |
| Hungary (Dance Top 40)                    | 41       |
| Hungary (Rádiós Top 40)                   | 45       |
| US Hot Dance/Electronic Songs (Billboard) | 64       |

## Certificări
| Regiune                                                    | Certificări | Vânzări                                     |
| ---------------------------------------------------------- | ----------- | ------------------------------------------- |
| Polonia (ZPAV)                                             | Gold        | Eroare de expresie: operand lipsă pentru ** |
| Spania (PROMUSICAE)                                        | Gold        | 20.000^                                     |
| xcifrele nespecificate sunt bazate pe un singur certificat |             |                                             |

## Istoricul lansărilor
| Regiune       | Data            | Format                        | Eticheta | Ref.          |
| ------------- | --------------- | ----------------------------- | -------- | ------------- |
| Diverse       | 28 aprilie 2022 | Descărcare digitală streaming | Atlantic | [ 60 ] [ 61 ] |
| Regatul Unit  | 28 aprilie 2022 | Descărcare digitală streaming | Atlantic | [ 62 ]        |
| Italia        | 29 aprilie 2022 | Difuzare radio⁠(d)             | Warner   | [ 63 ]        |
| Statele Unite | 2 mai 2022      | Adult contemporary radio      | Atlantic | [ 64 ]        |
| Statele Unite | 3 mai 2022      | Contemporary hit radio        | Atlantic | [ 65 ]        |